# Sanderia pampinosus
Sanderia pampinosus is een schijfkwal uit de familie Pelagiidae. De kwal komt uit het geslacht Sanderia. Sanderia pampinosus werd in 2008 voor het eerst wetenschappelijk beschreven door Gershwin & Zeidler. 